# Shelby Mustang

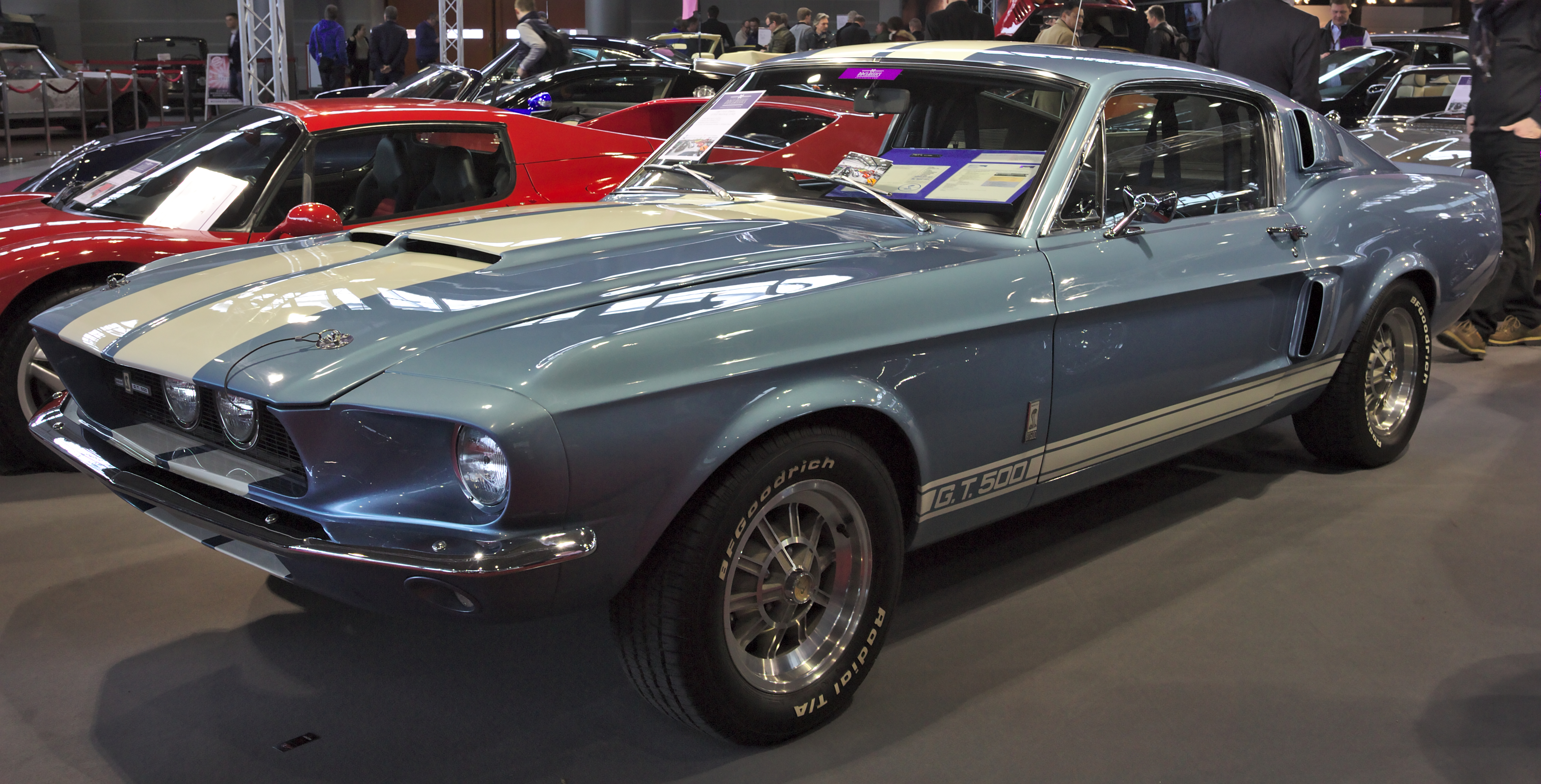
Shelby Mustang GT 500.

Shelby Mustang, specialutförande av Ford Mustang tillverkad av företaget Shelby som grundades och leddes av Carroll Shelby.
Den vanliga Mustangen attraherade konsumenter som ville ha en sportig framtoning utan att ställa nämnvärda krav gällande bilens köregenskaper. Mustangens motor var i sig stor nog men racerföraren Caroll Shelby beställde vissa modifieringar på den 289 kubiktum stora V8-motorn från Fords fabrik i San José, Kalifornien, såsom kraftigare vevstakar och vevaxel av egen konstruktion. Bilarna levererades till Shelbys lilla fabrik nära flygplatsen i Los Angeles där motorn utvecklades ytterligare. Utöver detta modifierades hjulupphängningen och motorhuven av plåt ersattes av en i glasfiber.
Slutprodukten såldes som Shelby Mustang GT350 med en motor på 306 hk i standardutförande och på 350 hk i tävlingsversionen. Omkring 25 av de senare såldes och de blev SCCA-mästare (Sports Car Club of America) 1966 och 1967.
Totalt 7 483 stycken GT350 tillverkades mellan 1965 och 1970, varav 936 köptes av Hertz Rent-A-Car. 1967 fick GT350 sällskap av GT500 med en 7-liters motor, men den fick aldrig någon nämnvärd tävlingskarriär eftersom den som motståndare hade Shelbys framgångsrika Cobra-bilar. Mot slutet av 1967 förlorade Shelby hyresrätten till sin fabrik och senare Shelby Mustanger tillverkades i Ford-fabriken fram till 1970. Totalt 7 286 exemplar producerades av GT500-modellen.